# エルシー・サダビー
エルシー・エマ・サダビー（Elsie Emma Suddaby, 1893年1月5日 - 1980年4月24日）は、イギリスのソプラノ歌手。
リーズの生まれ。エドワード・バーストウに声楽を教わる。1922年から1960年までソプラノ歌手として、放送やコンサートで活躍した。マイケル・アーンの《繊細な乙女の歌》の歌唱でよく知られる。1944年のレイフ・ヴォーン・ウィリアムズの《勝利のための感謝祭》の初演に参加している。
ハートフォードシャーのラドレットにて死去。